# Арена Сливница
Арена Сливница е многофункционална спортна зала с капацитет от 1050 седящи места, която може да се използва както за спортни, така и за други събития, сред които културни, музикални и др. концерти, изложения и др. Залата е собственост на Община Сливница. Официално открита на 26 август 2014 г.

## Характеристики
Арена Сливница разполага с 1050 седящи места, но могат да се добавят допълнителни поне 150 седящи места.
Залата е многофункционална и в нея са предвидени следните спортове и помещения: волейбол, баскетбол, хандбал, футбол на малки врати, тенис на корт, художествена гимнастика, борба, бойни изкуства, тренировъчна зала за бокс, фитнес зала, помещения за (тихи) игри (като шах, табла и др. игри), помещения за танци, сауна, и други помещения за треньорска, съдийска и административна дейност.
Към спортната зала има и 147 паркоместа, от които 14 са за хора с увреждания.
Залата е достъпна за хора с увреждания и има отделна тоалетна, специално за хора в неравностойно положение.

## Местоположение
Съоръжението се намира непосредствено до стадион „Сливнишки герой“ и на около 500 метра от центъра на града.

## Финансиране и изграждане
Строителството на обекта е изцяло с европейско финансиране, с обща сума 6 966 000 лв. Строителството е извършено от „G.P. Group Ltd.“ (Джи Пи Груп ООД) за по-малко от една година. Сградата е с изчистена и функционална форма.

## Откриване
Залата е официално открита на 26 август 2014 г. в присъствието на кмета на Сливница Васко Стоилков, бившия министър-председател Бойко Борисов, евродепутата Мария Габриел, Ивайло Московски, Калин Каменов, много жители и гости на град Сливница. 